# Livistona woodfordii
Livistona woodfordii es una especie perteneciente a la familia de las palmeras (Arecaceae). Es originaria de las Islas Salomon.

## Descripción
Es una palmera  muy poco común que crece únicamente en las diminutas Islas Florida, en el centro del archipiélago de las islas Salomón, donde se encuentra colonizando afloramientos rocosos. Tiene un tronco esbelto y moderadamente alto, rematado por una densa corona de hojas de color verde brillante y con forma de abanico. Las hojas de las palmeras jóvenes tienen un perfil circular superficialmente dividido, y se parecen a las de la Licuala.

## Taxonomía
Livistona woodfordii fue descrita por  Henry Nicholas Ridley y publicado en The Gardeners' Chronicle & Agricultural Gazette 1898(1): 177. 1898.
Etimología
Livistona: nombre genérico otorgado en honor de Patrick Murray, Barón Livingstone, quien construyó un jardín en su finca de Livingstone, al oeste de Edimburgo, Escocia, en la última parte del siglo XVII.
woodfordii: epíteto
Sinonimia
- Livistona beccariana Burret	[6]